# Markus Hantschk
Markus Ferdinand Hantschk (* 9. November 1977 in Dachau) ist ein ehemaliger deutscher Tennisspieler.

## Leben
Hantschk spielte ab 1995 auf Satellite-Turnieren, wo er seine ersten Weltranglistenpunkte gewann. 1997 spielte er bei sechs der neun in Deutschland ausgetragenen ATP-Challenger-Turniere, sein bestes Resultat waren das Erreichen der Viertelfinale in Weiden, Eisenach und Neumünster, bei letzterem stand er mit Lars Burgsmüller auch im Doppelfinale. 1999 errang er in Magdeburg seinen ersten Challenger-Titel. Im Jahr darauf stand er zweimal im Finale eines ATP-Turniers, unterlag jedoch in beiden. Seine höchste Einzelnotierung auf der Tennis-Weltrangliste war Platz 71 im Jahr 2000.
Hantschk war zwei Mal Deutscher Meister im Herreneinzel, 1998 und 2002.

## Erfolge
| Legende                       |
| Grand Slam                    |
| Tennis Masters Cup            |
| ATP Masters Series            |
| ATP International Series Gold |
| ATP International Series      |
| ATP Challenger Series (1)     |

### Einzel

#### Turniersiege
| Nr. | Datum        | Turnier   | Belag       | Finalgegner   | Ergebnis      |
| --- | ------------ | --------- | ----------- | ------------- | ------------- |
| 1.  | 7. März 1999 | Magdeburg | Teppich (i) | Axel Pretzsch | 3:6, 7:6, 6:4 |

#### Finalteilnahmen
| Nr. | Datum              | Turnier  | Belag     | Finalgegner    | Ergebnis      |
| --- | ------------------ | -------- | --------- | -------------- | ------------- |
| 1.  | 10. Januar 2000    | Chennai  | Hartplatz | Jérôme Golmard | 3:6, 7:6, 3:6 |
| 2.  | 18. September 2000 | Bukarest | Sand      | Juan Balcells  | 4:6, 6:4, 6:7 |